# David Keilin
David Keilin (Moscou, 21 de março de 1887 — Cambridge, 27 de fevereiro de 1963) foi um biólogo britânico.
Conhecido em especial pelo redescobrimento e pesquisas da proteína respiratória citocromo.